# مجزرة جسر الشغور 1980
مذبحة جسر الشغور عام 1980: هي أحداث دموية حصلت في مدينة جسر الشغور السورية (الواقعة ما بين اللاذقية وحلب) في 9 آذار/مارس عام 1980 م حيث بدأت بإضراب ومظاهرات ثم تلتها مواجهات بين قوات النظام البعثي السوري و جماعة الإخوان المسلمين بسبب مهاجمة مسلحين من الإخوان المسلمين لثكنات عسكرية ومكاتب لحزب البعث في المدينة في إطار احتجاجات مناهضة للحكومة في سوريا.

## أحداث المجزرة
قامت قوات الوحدات الخاصة التي يرأسها العميد علي حيدر بتطويق مدينة جسر الشغور وقصفها بمدافع الهاون وبالصواريخ من المروحيات، فدمّرت المنازل والمحلات التجارية، ثم اجتاحها في العاشر من آذار/مارس عام 1980 م، وأخرج من دورها 97 مواطناً من الرجال والنساء والأطفال. وأمر عناصره بإطلاق النار عليهم، وقد شهد هذه المجزرة وشارك فيها توفيق صالحة عضو القيادة القطرية لحزب البعث، كما أمر حيدر وصالحة بتدمير البيوت وإحراقها فدمّروا ثلاثين منزلاً وأمرا بالتمثيل ببعض الجثث أمام الناس.
أسفر ذلك عن مقتل وجرح العشرات من الناس، وألقي القبض على مئتي شخص على الأقل.
في اليوم التالي أمرت محكمة عسكرية بإعدام أكثر من مائة من المعتقلين.